# AmigaOS 4
AmigaOS 4 är det operativsystem som normalt sett körs på AmigaOne. Det använder precis som tidigare versioner av AmigaOS en mikrokärna. AmigaOS 4 är utvecklat av det belgisk-tyska företaget Hyperion Entertainment VOF under licens från Amiga Inc. Det är den första officiella uppdateringen sedan AmigaOS 3.9 och släpptes 24 december 2006. Den nya versionen gjordes tillgänglig för AmigaOne-hårdvara som däremot inte längre tillverkades vid denna tidpunkt. Vid släppet meddelade Hyperion dock att ytterligare information bör komma tidigt 2007 från tredjepartstillverkare om lämplig PowerPC-hårdvara för att köra AmigaOS 4. Den 23 oktober 2007 meddelades att AmigaOS 4.0 Classic skulle släppas den 30 november samma år. Därmed blev det möjligt att använda AmigaOS 4.0 på en PowerPC-bestyckad Amiga 1200, Amiga 3000(T) eller Amiga 4000(T).

## Versioner

Evolution of AmigaOS 3.x.

Köpare av AmigaOne-moderkort har sedan juni 2004  haft tillgång till förhandsversioner av AmigaOS 4. De tidiga förhandsversionerna hade inte alla planerade funktioner, men inkluderade ett fullt SDK baserat på GCC och VBCC C/C++-kompilatorerna.
| Releasenamn | Datum             |
| --- | ----------------- |
| AmigaOS 4.0 Developer Pre-release | 5 juni 2004       |
| AmigaOS 4.0 Developer Pre-release Update 1 | 10 oktober 2004   |
| AmigaOS 4.0 Developer Pre-release Update 2 | 27 december 2004  |
| AmigaOS 4.0 Developer Pre-release Update 3 | 14 juni 2005      |
| 20th Anniversary Bonus Pack | 22 juli 2005      |
| AmigaOS 4.0 Developer Pre-release Update 4 | 8 februari 2006   |
| AmigaOS 4.0 Final Update | 24 december 2006  |
| AmigaOS 4.0 Classic | 30 november 2007  |
| AmigaOS 4.1 | 11 juli 2008      |
| AmigaOS 4.1 OEM-version för Sam440 | 17 september 2008 |
| AmigaOS 4.1 för Pegasos II | 31 januari 2009   |
| AmigaOS 4.1 Quick Fix för AmigaOne, Sam440 och Pegasos II | 21 juni 2009      |
| AmigaOS 4.1 Update 1 för SAM440 och SAM Flex, AmigaONE och Pegasos2. Har flera viktiga uppdateringar av workbench, dos och intuition. AmigaOS 4.1 för SAM440 och FLEX har genom uppdateringen fått en ny kernel och därmed lämnar version 4.1 betastadiet för SAM. | 14 januari 2010   |